# The Doctor Falls
The Doctor Falls (traducido literalmente como El Doctor cae) es el duodécimo episodio de la décima temporada de la serie británica de ciencia ficción Doctor Who. Está escrito por Steven Moffat y dirigida por Rachel Talalay, fue transmitido el 24 de junio de 2017, por el canal BBC One. Es el segundo episodio de una historia de dos partes, la primera parte es Suficiente mundo y tiempo. El episodio recibió críticas abrumadoramente positivas de los críticos de televisión.
Como continuación del episodio anterior, El Doctor cae, concluye la primera historia multi-amo de la serie, así como el origen de los Cybermen Mondasianos. En el episodio, el Doctor (Peter Capaldi) debe salvarse a sí mismo y a la población humana restante de una gigantesca nave colonial de los Cybermen, mientras que también trata con dos encarnaciones diferentes del Amo (Michelle Gomez y John Simm) a la vez. El episodio cuenta con un cameo del Primer Doctor, ahora interpretado por David Bradley. Él había interpretado previamente a William Hartnell, el actor original del Primer Doctor, en el año 2013 para el docudrama de Doctor Who, Una Aventura en el espacio y el tiempo.

## Argumento
A bordo de la nave colonial escapando del horizonte de sucesos de un agujero negro, el Doctor (Peter Capaldi)  encuentra a Bill (Pearl Mackie), que ha sido convertida en un Cyberman. El Amo y Missy lo han capturado, pero el Doctor había reprogramado subrepticiamente antes de ello la Cybernet para localizar Señores del Tiempo, así, obligándolos a huir. Nardole (Matt Lucas) llega en una lanzadera requisada para rescatarlos. El Doctor es electrocutado por un Cyberman, pero es salvado por Bill.
Escapan a un nivel más alto de la nave que contiene una granja solar poblada por niños y algunos adultos que luchan contra los prototipos primitivos de los Cybermen. El Doctor se recupera, pero deja ver los primeros signos de la regeneración. Bill ignora su transformación al principio. Su mente, que permanece fuerte, actúa como un filtro de la percepción, hasta que uno de los niños inadvertidamente le revela la verdad. Bill derrama una lágrima, que el Doctor llama una señal de esperanza. Missy (Michelle Gomez) y el Amo (John Simm) descubren un ascensor camuflado, una posible ruta de escape. Pero cuando lo llaman, llega un Cyberman mejorado, al que destruyen. El Doctor advierte que la dilatación del tiempo proporciona a los Cybermen más tiempo para de evolucionar y ser más estratégicos.
Nardole descubre que el piso inferior de la granja solar contiene una vía de servicio. Él es capaz de disparar explosiones controladas, que se usan para exagerar la fuerza defensiva de los humanos y derrotar el ataque inicial de los Cybermen. Sabiendo que esta estratagema sólo retrasa su inevitable derrota, el Doctor ordena a Nardole que conduzca a la colonia humana a una granja solar en otro nivel y que permanezca allí para salvaguardarlos. Bill se queda para luchar junto al Doctor. A pesar de la vehemente petición del Doctor, Missy y el Amo los abandonan, con la intención de llevar el ascensor al nivel más bajo y escapar en el TARDIS del Amo. Missy, sin embargo, cambia de opinión y apuñala al Amo, lo que provocará su próxima regeneración. Él contraataca disparándole en la espalda con su destornillador láser, diciéndole que no podrá regenerarse. Ambos se ríen de la ironía de su mutua traición antes de que el Amo se marchase por el ascensor.
Un ejército de Cybermen llega, pero son repelidos por el Doctor hasta que cae después de ser disparado. Rodeado, el Doctor activa todas las líneas de combustible y tuberías de fusión, envolviendo la granja en una bola de fuego destruyendo a los Cybermen. El Doctor permanece inmóvil mientras Bill se arrodilla a su lado. Ella de repente se encuentra fuera de su cuerpo Cyberman en su forma humana. Heather (Stephanie Hyam) ("El piloto") aparece, después de haber encontrado a Bill a través de sus lágrimas. Salva a Bill transformándola en una entidad como ella. Dejan al Doctor dentro de su TARDIS, e invita a Bill a explorar el universo junto a ella. Bill se despide del Doctor y arroja una lágrima en su frente antes de marcharse con Heather.
La TARDIS llega en un paisaje nevado y el Doctor despierta, brevemente aturdido y confundido. Rechazando a seguir cambiando continuamente, sale al exterior y aparentemente detiene su regeneración. Dentro, la Campana del Claustro empieza a sonar, cosa que indica peligro, cuando el Doctor se encuentra con su encarnación original.

### Continuidad
- Missy menciona que el Doctor murió una vez en una caída, refiriéndose a los acontecimientos en Logopolis, en el cual una de sus encarnaciones anteriores hace que el Cuarto Doctor caiga de una torre de radio telescopio.[1][2]

- El Doctor ofrece una gominola, un dulce favorecido por muchos otros Doctores y más estrechamente asociado con el Cuarto Doctor.[3]

- Missy muestra un circuito de desmaterialización que tenía aguardado, objeto que apareció por primera vez en "El terror de los autones".

- El Amo ata al Doctor a una silla de ruedas, algo que ha venido a convertirse en tradición en la serie moderna, ya que han acabado igual en otros encuentros "El último de los Señores del Tiempo" y "El fin del tiempo".

- Durante la batalla final, el Doctor enumera varios sitios donde se enfrentó con los Cybermen: Mondas (El décimo planeta), Telos (La tumba de los Cybermen), Planet 14 (La Invasión), Voga (La venganza de los Cybermen), Canary Wharf (El día del Juicio Final), y la Luna (La base lunar).[2] También menciona a Marinus, una referencia a los acontecimientos del cómic del Sexto Doctor de Grant Morrison, The World Shapers, en el cual los Voord de ese planeta evolucionan en Cybermen (aunque esta historia también sugiere que Mondas, Planet 14 y Marinus son todos del mismo planeta).[1]

- El diálogo del Primer Doctor "Usted puede ser un Doctor, pero yo soy el Doctor." es una mezcla de dos líneas de historias clásicas anteriores de la serie. En Robot, el Cuarto Doctor le dice a Harry Sullivan: "Usted puede ser un doctor, pero yo soy el Doctor. En Los Cinco Doctores, el Primer Doctor le dice a Tegan: "Podría ser un gran número de cosas, jovencita. Si llega el caso, yo soy el Doctor. El original, se podría decir".[1][2]

- Al Doctor le vienen unos flash back de varios de sus antiguos compañeros de la serie moderna, y cada uno dice "Doctor", algo similar a lo que el Cuarto Doctor experimentó en Logopolis y el Quinto Doctor en "Las cuevas de Androzani".[2] Cuando el Doctor despierta, se cita a sí mismo en regeneraciones anteriores: "Sontarans pervertir el curso de la historia humana" (el Cuarto Doctor en "Robot"), "¡No me quiero ir!" (el Décimo Doctor en "El fin del tiempo"), y "Cuando el Doctor era yo ..." (El Undécimo Doctor en "El tiempo del Doctor").[3]

## Producción
La lectura de este episodio tuvo lugar el 21 de febrero de 2017. El 6 de marzo de 2017, la BBC indicó que el trabajo en los dos últimos episodios de la temporada había comenzado, "Suficiente mundo y tiempo" y este episodio, con Rachel Talalay volviendo a dirigir su tercer final de la temporada consecutiva. El rodaje de los episodios y la temporada en su conjunto concluyendo el 7 de abril de 2017. La escena final que implica a David Bradley fue filmada como parte de la filmación del especial de Navidad en junio de 2017.

### Casting
David Bradley aparece en el final del episodio como el Primer Doctor. Bradley interpretó a William Hartnell, el actor del Primer Doctor, en el docudrama Una aventura en el espacio y el tiempo y apareció como el villano Salomón en "Dinosaurios en una nave espacial", así como en el episodio "Death of the Doctor" en el spin-off Las aventuras de Sarah Jane.

## Emisión y Recepción

### Emisión
El episodio fue visto por 3,75 millones de espectadores durante la noche. En comparación con otros programas que se emitieron en la misma noche, a Doctor Who le fue relativamente bien con una cuota del 25,3%. El episodio recibió 5,30 millones de espectadores en general.

### Recepción
"El Doctor cae" recibió críticas abrumadoramente positivas, con la mayoría de los colaboradores encontrando un final apropiado para la décima temporada. El episodio tiene actualmente una puntuación de 100% en Rotten Tomatoes. Elogios fueron dirigidos al guion de Moffat, la dirección de Talalay, y la actuación de Capaldi.
Alasdair Wilkins de The A.V. Club llama al episodio "final perfecto", explicando que el Duodécimo Doctor es un Doctor que sabe quién es, interpretado por un actor que sabe exactamente cómo quiere jugar la parte de la personalidad, la cual se reproduce en la narrativa de la historia y mezcla en la historia del Doctor negándose a regenerarse. Felicitó cómo las múltiples tramas de la serie fueron envueltos y se llevan a una conclusión satisfactoria, así como respetando la realidad de las emociones de los personajes, que se realizaron con sólo una serie de pequeños pasos en falso.
Scott Collura de IGN también elogió la dinámica entre los dos Amos, describiendo la relación como una mezcla de una relación de "hermano-hermana y novio-novia" y sus complejidades resultantes, y cómo las intenciones de la anterior encarnación del Amo era devolver a Missy su forma de ser malvada del personaje. Afirmó que la historia hacía bastante sentido que "Moffat realmente ni siquiera necesita escribirlo en la página". Elogió la aparición de David Bradley como Primer Doctor, pero afirmó que extender el argumento de la regeneración sobre los dos episodios del final, así como el especial de Navidad, era un gran concepto pero no funcionaba en el contexto del episodio.
Patrick Mulkern de Radio Times, destacó las actuaciones como uno de los puntos fuertes del episodio, diciendo que Capaldi, Simm y Gómez trabajaron perfectamente juntos en el episodio. Dijo que Capaldi era tan magnífico como lo había sido en la serie, y que "El Doctor cae" era un episodio dedicado a él, y cómo él "se alza" entre la competencia de Simm y Gómez. Afirmó que el Amo de Simm no era el "bribón" que se retrató hace siete años, pero lo felicitó, y que el retrato de la Missy de Gómez y la búsqueda del alma del personaje era "simplemente magnífico".
Daniel Jackson del Daily Mirror también le dio al episodio una puntuación perfecta, y sintió que el episodio era una conclusión muy satisfactoria con grandes actuaciones de cuentacuentos y épicas, afirmando que con todos los teasers, desarrollos y tráileres que habían hecho públicos en la preparación para el episodio "El Doctor cae" podría haber dado lugar a convertirse en un fracaso de una final de la temporada, pero se complementa lo bien que resultó. Dijo que el episodio era una "inmensamente satisfactorio, lleno, emocionante" conclusión de la temporada, que fue el resultado de una "narración inteligente y tremenda actuación". Dijo que Capaldi y su actuación en el episodio fue "simplemente brillante", y que el Duodécimo Doctor nunca había tenido una mejor episodio en toda de su época.